# Reparto (género musical)
El reparto también conocido como música repartera o raggamorfa (erróneamente también conocido como «chocolateo»), es un género musical popularizado en la década de 2020 pero creado mucho antes en Cuba en 2007 y que luego se propagó en toda Hispanoamérica a partir de 2021. El reparto nace del raggamuffin (género musical hermano del reggae) y a su vez incorpora elementos de la música cubana, como la timba o la rumba; con el reggaetón.
Se caracteriza por su estética marginal y underground, sacando letras explícitas y a veces hasta letras que podrían ser consideradas sexistas, se suele hablar desde los códigos de la calle hasta el sexo, alagos o piropos subidos de tono, las raíces en la religión yoruba o los plantes abakuá. El reparto cuenta el día a día en los barrios cubanos.
En cuanto al baile, entre otros pasos, se suele acompañar con un paso de baile ejecutado con los pies conocido como « el Chocolateo» y «el Baile del Chocolate».  
Y en cuanto al reparto más actual pues es una fusión entre el guaguancó y la timba cubana, poco que ver con el reggaeton más que en algunos aspectos del golpe de bombo en las llamadas «pautas».  
Actualmente se está fusionando con el afrobeat, el funk carioca, el punk rock, el dembow, el pop, el trap y la música electrónica, también se atrasa las palmadas que hacen el ritmo de la clave para dar más groovee.   

## Historia
El reparto nació de los barrios más humildes de Cuba, 2007, en el corazón de Arroyo Naranjo, un joven de 18 años de bajos recursos conocido como Elvis Manuel (considerado el primer «repartero» de Cuba), empezó a experimentar con una especie de «reggaetón casero», mezclando lo que ya sonaba frecuentemente en las discotecas cubanas, dándole un toque más cubano. Las letras de Elvis narraban lo que se vivía en los barrios cubanos, las historias de la gente con la que él mismo creció. 
Tiempo después aparece Chocolate MC, autoproclamado el Rey del Reparto. Ya para el 2010, Chocolate empezó a marcar un nuevo camino dentro del reggaetón, uno que bailaba un poco fuera de lo «ya establecido», con temas como El campismo. Sin embargo, fue con el tema El palón divino, también de Chocolate, cuando realmente se establece el reparto como género musical.

## El reparto por país

### Cuba
Además de ser el país donde nació el reparto como género musical, Cuba tiene la mayoría de exponentes en este género, como Wampi (quien además fusiona el reparto con géneros como el rock y el funk), con canciones como «Pornosotros». 

### Perú

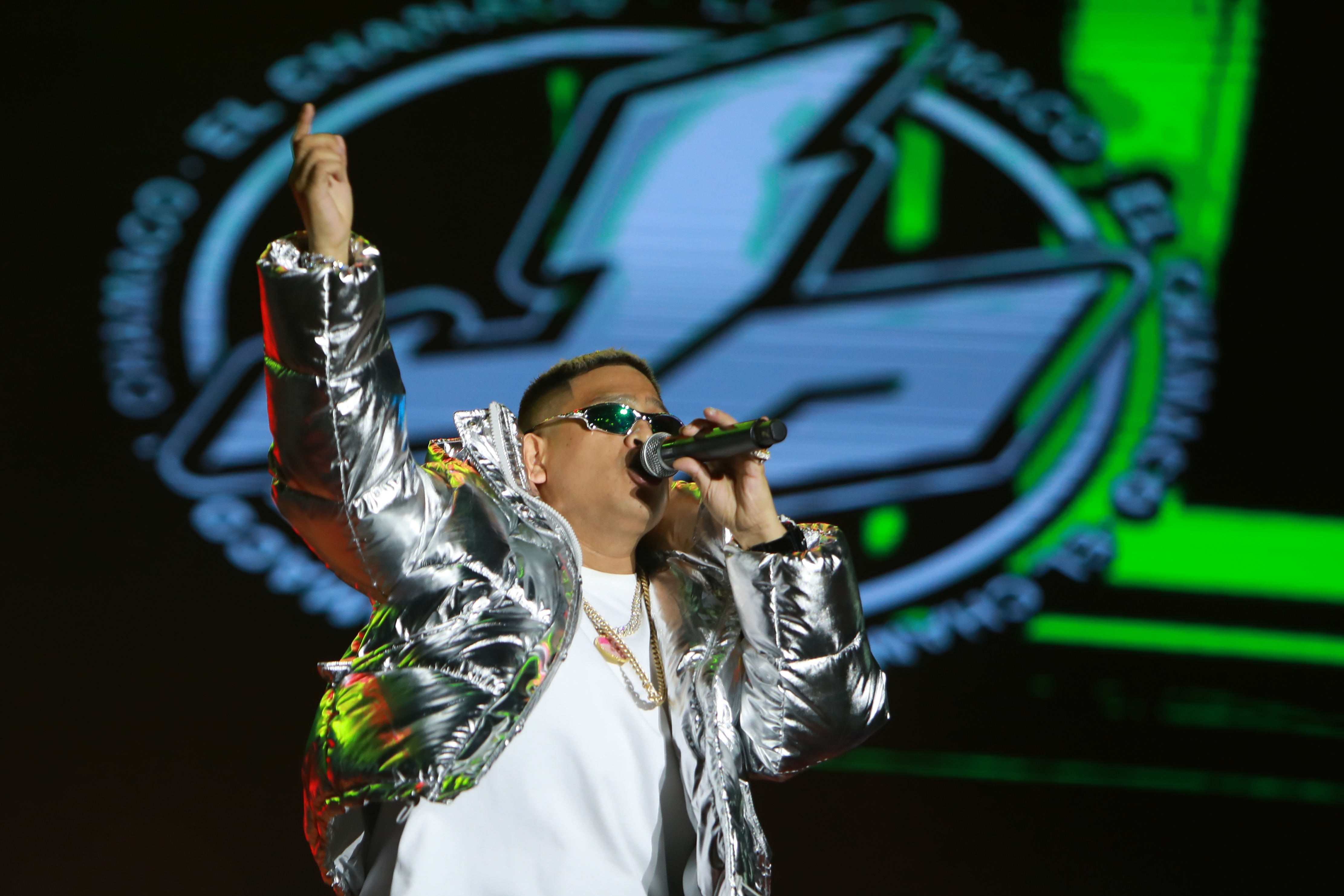
JP El Chamaco es un destacado artista de reparto en Perú.

En Perú, se destacó por dos exponentes del reparto: uno de los principales es JP el Chamaco, quien además colaboró con artistas como el disc-jockey belga DJ Cham, habiéndose ganado reconocimiento a nivel nacional e internacional, con canciones como «Toma que toma» y «Mírame». En cantantes femeninas se ha destacado Scarlet D'Carpio, quien se inició como cantante de música clásica. A partir de 2023, se incursiona en el género, teniendo popularidad con la canción «San Pedro», estrenada en 2025.

## Grupos y artistas
- Bebeshito
- Chocolate MC
- El Negrito, El Kokito y Manu Manu
- Fixty Ordara y Ja Rulay
- Harryson
- JP el Chamaco
- Kimiko y Yordy
- Mawell
- Wampi
- Wow Popy[1]
- Seidy La Niña
- Mig Poo & Kinkytyn
- NBRAY
- Haned
- Un Titico
- El Yirow y el Tingo
- Mulatiko Mulañe
- Dany Ome
- Yandito
- Seikan Anikila
- El Chulo
- L Kimii
- Jonni Jonito
- Abusador NBA
- Kevincito el 13
- Rmill
- El Dray
- DJ Cond
- El Kamel
- Adonis MC
- Meisel
- Zurdo MC
- Lobo Malo
- Yordy
- Payaso X Ley
- Scarlet D'Carpio

## Producción e instrumentos usados
En el reparto, debido a que se originó del reggaetón, está compuesto en su mayoría por sintetizadores y cajas de ritmo, aunque también se suele de vez en cuando usar instrumentos reales como la guitarra. 
En principio, se suele usar una caja de ritmos y en ocasiones un cencerro que marcan la clave de la «rumba», la cual es similar al de la salsa, que es el «son clave», y a su vez similar al tumpa-tumpa o dembow del reggaetón. A lo que se le suma un bombo nuevamente con sonido reggaetonero y que a su vez en momentos claves hace redobles o «remates» de entre 1 a 8 compases y que se acompaña con un paso de baile conocido como el «chocolateo». A esto además se le aumenta un bajo; a veces también un pad, un teclado o un piano eléctrónico; y la melodía principal que suele ser ejecutada por un sintetizador, un teclado eléctrónico, o en algunos casos una guitarra, y la voz principal en la cual se puede apreciar la influencia de la salsa cubana y del reggaetón. 